# 通克皮大區

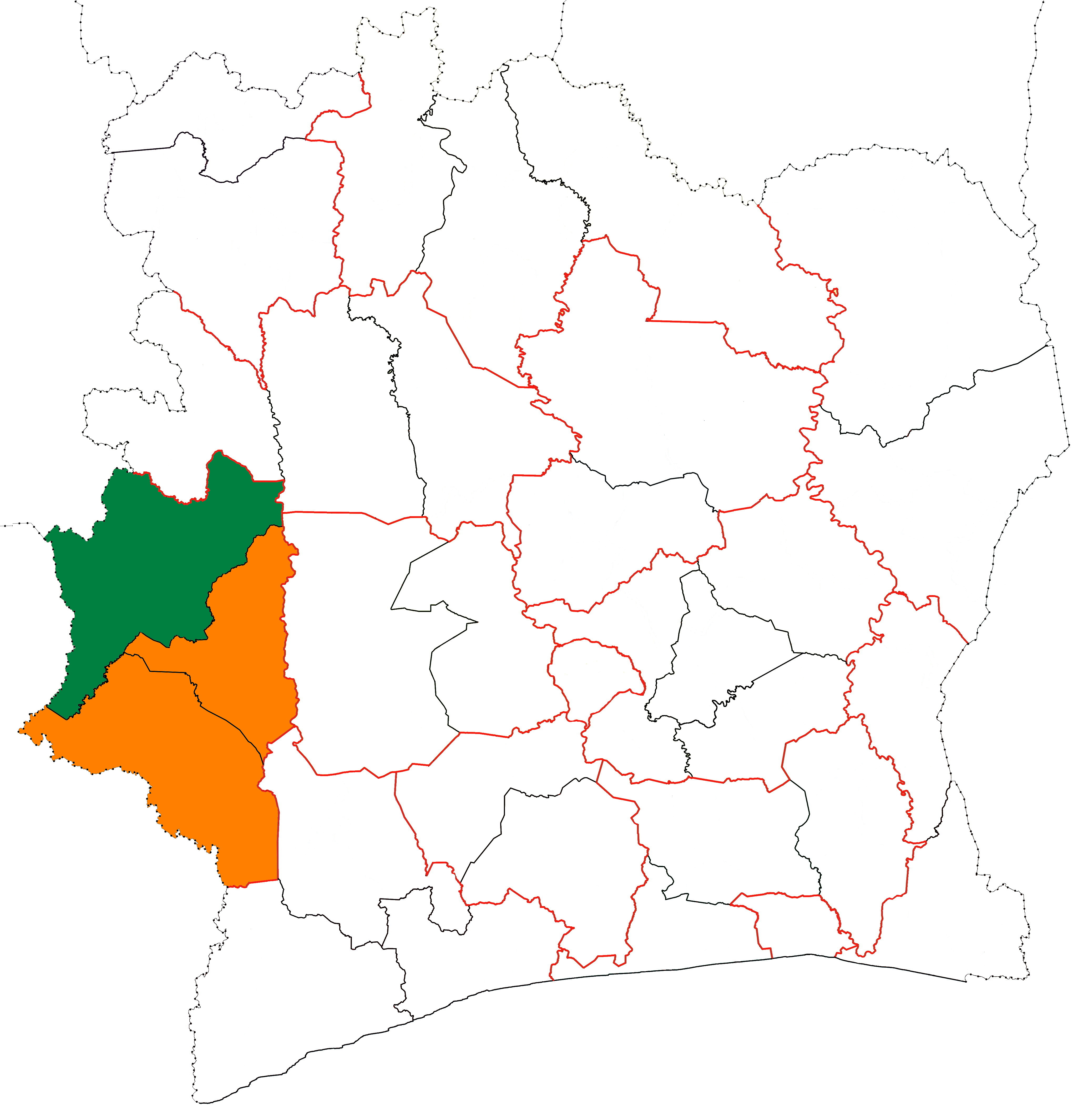
通克皮大區在山地區中的位置

7°24′N 7°33′W / 7.400°N 7.550°W
通克皮大區（法語：Région de Tonkpi）是科特迪瓦的31個大區之一，位於該國西部，由山地區負責管轄，首府設於曼鎮，始建於2011年，面積12,284平方公里，2014年人口992,564，2021年人口1387909人。主要居民为丹人。

## 地理

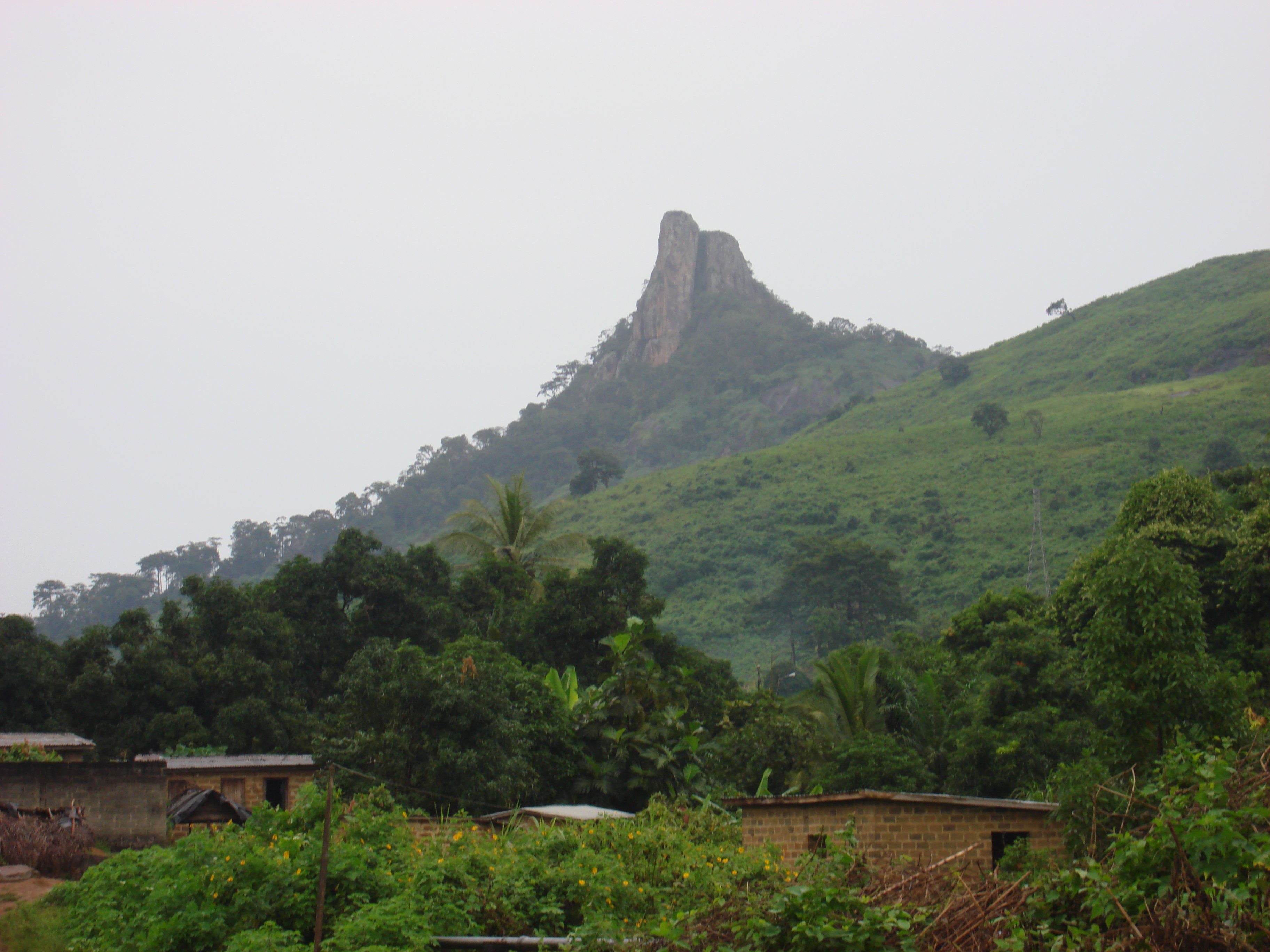
“曼镇之牙”山

该大区地势崎岖多山。主要河流有西面的卡瓦拉河和东面的萨桑德拉河及其诸多支流。
年降雨量在1,300至2,400毫米之间。气温温和，平均为24C。湿度在80%到85%之间。

## 行政区划
该大区下属的省份如下：
- 达纳内省
- 比昂库马省
- 芒省
- 祖安胡年省
- 锡皮卢省

## 经济
以农业为主，主要生产咖啡、可可、橡胶、油棕榈、水稻、木薯、玉米等。
在祖安胡年省境内有伊蒂金矿，是该国最大的的金矿。